# Pteruthius flaviscapis
Il garrulo averla cigliabianche (Pteruthius flaviscapis (Temminck, 1835)) è un uccello passeriforme della famiglia Vireonidae, endemico dell'isola di Giava.

## Tassonomia
Questa specie è stata recentemente riconosciuta come una entità distinta rispetto ai congeneri Pteruthius ripleyi, Pteruthius aeralatus e Pteruthius annamensis.